# Eduardo Mirás
Eduardo Vicente Mirás (ur. 14 listopada 1929 w Buenos Aires, zm. 24 lutego 2022 w Rosario) – argentyński duchowny rzymskokatolicki, w latach 1993–2005 arcybiskup Rosario.

## Życiorys
Święcenia kapłańskie przyjął 3 sierpnia 1952. 1 marca 1984 został prekonizowany biskupem pomocniczym Buenos Aires ze stolicą tytularną Ambia. Sakrę biskupią otrzymał 27 kwietnia 1984. 11 marca 1994 objął rządy w archidiecezji. 22 grudnia 2005 przeszedł na emeryturę.
Zmarł na COVID-19. 